# 大山竜
大山竜（おおやま　りゅう、1977年1月22日-）は日本のフィギュア造形作家、クリーチャーデザイナー。大阪府出身。

## 来歴
映画『ゴジラVSビオランテ』に影響を受けて怪獣フィギュアの制作をスタート、21歳の時にガレージキットの原型で商業原型師デビュー。以降多数のメーカーで怪獣やクリーチャー、アニメキャラクターと様々なフィギュア原型を手がける。2012年からは個人でワンダーフェスティバルにも参加し2013年にはワンダーショーケースに選出されている。
怪獣やクリーチャー以外にも刀剣乱舞、弱虫ペダルなどの男性キャラクター造形にも定評がある。
近年では『EARTH DEFENSE FORCE: IRON RAIN』のクリーチャーデザインを担当したり『S.I.C. SUPERIOR IMAGINATIVE COLOSSEUM』に参加するなどデザイン方面でも活躍している。

## 作品
- カプコンフィギュアビルダー クリエイターズモデル（原型・監修）

- KAIJU Remix Series　セミ人間

- ディケイド ガラモン レジンキャストモデル

- クトゥルフ・エヴォリューション　クトゥルフ

- S.I.C. SUPERIOR IMAGINATIVE COLOSSEUM　仮面ライダークウガ

### ゲーム
- EARTH DEFENSE FORCE: IRON RAIN (クリーチャーデザイン)

### 書籍
- 大山竜作品集 & 造形テクニック （2016年、玄光社）　ISBN 978-4768307588

- 超絶造形作品集&スカルプトテクニック (2018年、玄光社）　ISBN 978-4768309384

### テレビ出演
- TVチャンピオン『プロモデラー王選手権』 (2003年)